# Escut de Trinitat i Tobago
L'escut de Trinitat i Tobago es va adoptar el 9 d'agost del 1963, un any després de la consecució de la independència, en substitució de l'antic escut colonial, on s'hi veia una representació pictòrica de Port of Spain i la muntanya del Tucuche vistos des del mar.

## Blasonament
Escut de sable i de gules truncat mitjançant un xebronet alçat d'argent ressaltant sobre la partició. El cap, carregat de dos colibrís volant afrontats d'or, a banda i banda del xebró; el peu, carregat de tambor d'acer també d'or amb les veles al natural.
Té com a suports un ibis roig a la destra i un txatxalaca a la sinistra amb les ales esteses, que descansen cadascun sobre una illa que ix del mar, tot al natural. Al peu, una cinta amb el lema nacional en anglès: TOGETHER WE ASPIRE, TOGETHER WE ACHIEVE ('Hi aspirem plegats, ho aconseguim plegats').
Com a cimera, un casc amb llambrequí d'argent i de gules, somat d'un borlet dels mateixos colors on descansa un cocoter fruitat al natural davant el qual ressalta un timó d'or.

## Simbologia
Els tres tipus d'ocells de l'escut són representatius de la fauna de les illes: de colibrís n'hi ha més d'una quinzena d'espècies, mentre que l'ibis roig és l'«ocell nacional» de Trinitat i el txatxalaca Ortalis ruficauda, anomenat allà cocrico, ho és de Tobago. L'illa amb els tres pics era un dels principals motius heràldics dels antics escuts colonials i commemora tant la decisió de Colom d'anomenar Trinitat l'illa principal –en record a la Santíssima Trinitat– com la serralada meridional de Three Sisters coronada per tres pics. El cocoter de la cimera és un antic senyal dels escuts de Tobago.